# 쿠로니아 사주

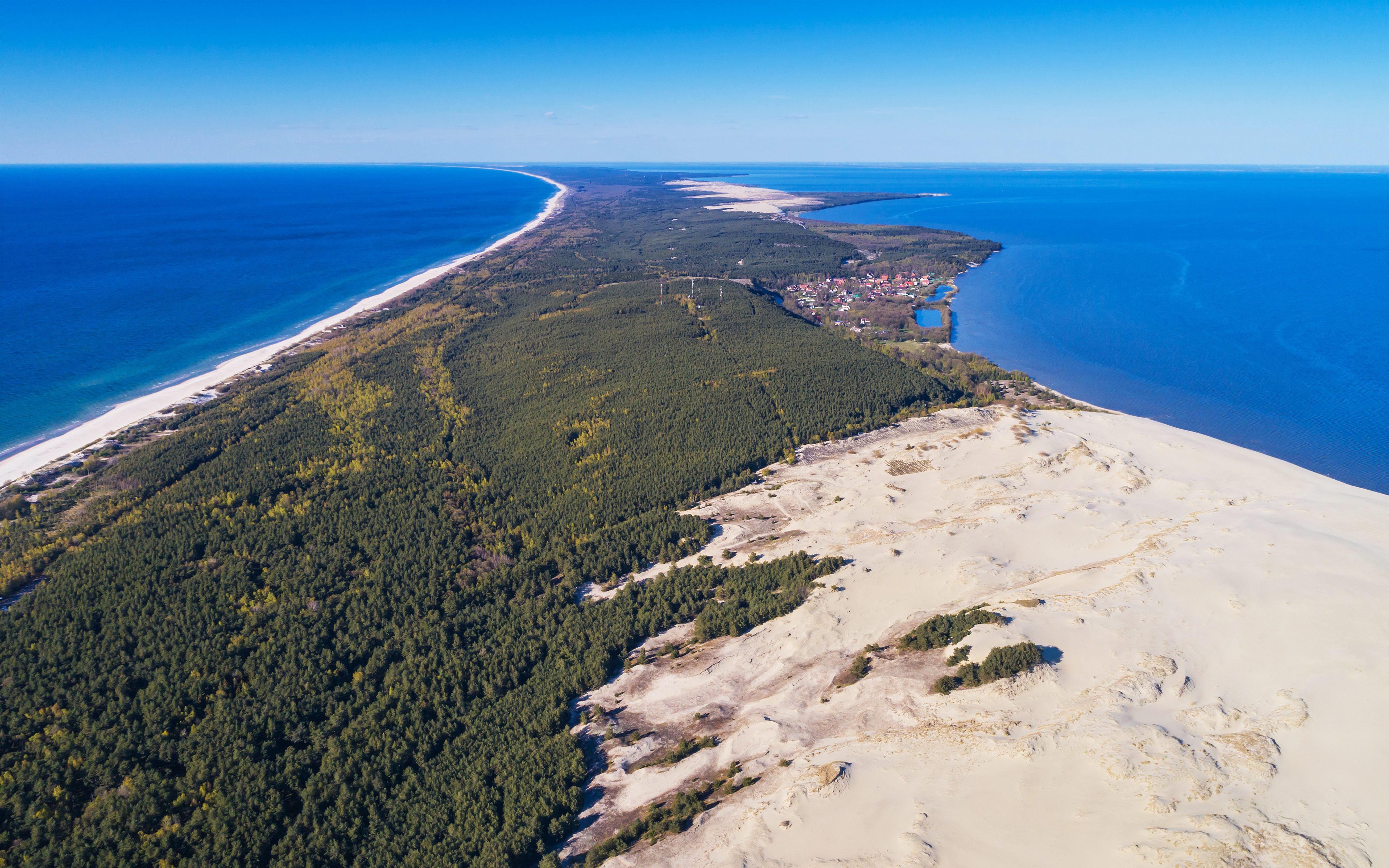
쿠로니아 사주

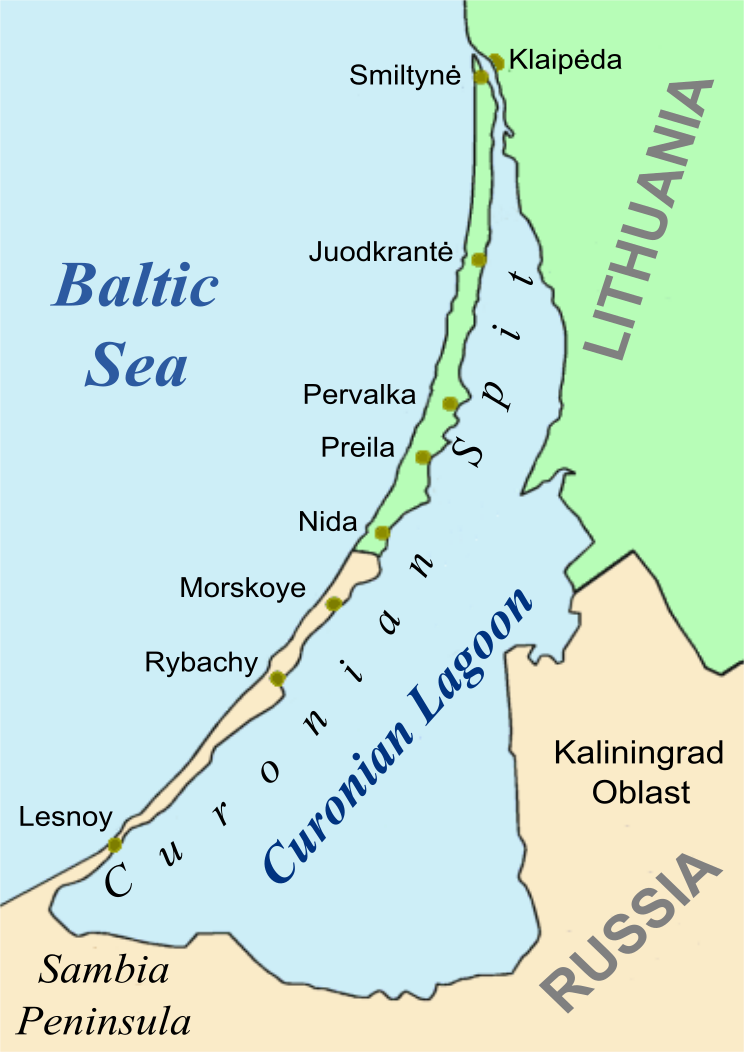
쿠로니아 사주와 석호를 표시한 지도

쿠로니아 사주(리투아니아어: Kuršių nerija, 러시아어: Куршская коса, 독일어: Kurische Nehrung, 라트비아어: Kuršu kāpas)는 발트해에 위치한 사주로 길이는 98km, 면적은 33,021ha이다.

## 지리
쿠로니아 석호를 사이에 두고 발트 해와 떨어져 있다. 남쪽으로는 삼비아반도, 북쪽으로는 리투아니아 본토에 위치한 항구 도시인 클라이페다까지 뻗어 있다. 전체 길이 가운데 52km는 리투아니아에, 나머지 46km는 러시아 칼리닌그라드주에 위치한다.

## 역사
발트 신화에 따르면 쿠로니아 사주는 해안에서 노닐던 힘센 소녀이자 거인인 네링가(Neringa)에 의해 형성되었다고 한다. 네링가는 여러 신화에서도 등장하지만 그리스 신화의 헤라클레스와 유사한 등장인물로 추정된다.
기원전 3000년경에 빙퇴석이 모래를 통해 연결되면서 지금과 같은 사주가 형성되었다. 800년경부터 1016년까지는 이교의 교역 중심지였던 카우프(Kaup)가 존재했다. 13세기에 튜턴 기사단이 쿠로니아 사주를 차지하면서부터 메멜(Memel, 1252년 설립, 현재의 리투아니아 클라이페다), 노이하우젠(Neuhausen, 1283년 설립, 현재의 러시아 구리옙스크), 로시텐(Rossitten, 1372년 설립, 현재의 러시아 리바치)을 건립했다.
16세기에 들어서면서 사구가 새로 형성되었다. 지나친 방목, 선박 제조, 주거를 위한 목재 벌목 등으로 인한 삼림 파괴로 인해 사주가 사구로 바뀌었다. 이에 위기를 느낀 프로이센 당국은 1825년에 대규모 삼림 복원 사업, 녹화 사업을 전개했다. 이에 따라 현재의 사주 가운데 대부분이 숲에 뒤덮였다.
19세기에는 쿠르세니에키인(Kursenieki)이 처음 거주했으며 사주 남부에는 소수의 독일인, 리투아니아인이 거주했다. 쿠르세니에키인은 1945년 이전에 독일인에 동화되면서 거의 소멸되었다. 20세기 이전까지는 이 지역에 거주하던 주민들의 대부분이 어업으로 생계를 꾸렸다.
1919년 제1차 세계 대전의 종전과 함께 니다(Nida)를 비롯한 쿠로니아 사주 북부가 리투아니아에 편입되었다. 1945년 제2차 세계 대전의 종전과 함께 소련 군대가 쿠로니아 사주를 점령하면서 이 지역에 거주하던 독일인들이 추방되었다. 소련의 붕괴 이후에는 관광 자원으로 활용되고 있으며 리투아니아, 독일 출신 관광객이 다수를 차지한다. 2000년에는 유네스코가 지정한 세계유산에 등재되었다.

## 같이 보기
- 비스툴라곶